# Braskem
Braskem – brazylijskie przedsiębiorstwo petrochemiczne z siedzibą w São Paulo.
Jest jedną z największych firm petrochemicznych w Ameryce Południowej.

## Historia
Przedsiębiorstwo zostało założone w 2002 roku dzięki restrukturyzacji dużej części brazylijskiego przemysłu
petrochemicznego.